# Kriterium von Gauß
Das Kriterium von Gauß ist ein Konvergenzkriterium für Reihen, also ein Mittel zur Entscheidung, ob eine unendliche Reihe konvergent oder divergent ist. Das Kriterium ist auch unter dem Namen Gauß-Test für Reihenkonvergenz bekannt und ist benannt nach Carl Friedrich Gauß.

## Kriterium
Sei eine unendliche Reihe
{\displaystyle S=\sum _{n=1}^{\infty }a_{n}}
mit positiven reellen Summanden {\displaystyle a_{n}} gegeben, für deren Quotienten gilt:
{\displaystyle {\frac {a_{n+1}}{a_{n}}}=1-{\frac {\alpha }{n}}+{\frac {\theta _{n}}{n^{\lambda }}}}
oder
{\displaystyle {\frac {a_{n}}{a_{n+1}}}=1+{\frac {\alpha }{n}}+{\frac {\tau _{n}}{n^{\lambda }}}}
mit {\displaystyle \lambda >1} und beschränkten Folgen {\displaystyle (\theta _{n})_{n}} bzw. {\displaystyle (\tau _{n})_{n}}.
Dann ist S für {\displaystyle \alpha >1} konvergent, sonst divergent.
Wie immer bei der Betrachtung des Konvergenzverhaltens von Reihen muss dieses Kriterium nur für fast alle Indizes erfüllt sein.
Für den Beweis lässt sich das Kriterium von Kummer heranziehen.